# Georges Leuillieux
Georges Robert Félix Constant Leuillieux (Lilla, Nord, 3 d'agost de 1879 – Eu, Sena Marítim, 1 de maig de 1950) va ser un nedador i waterpolista francès que va competir a principis del segle XX.
El 1900 va prendre part en quatre proves del programa de natació dels Jocs Olímpics de París. En la prova dels 200 metres per equips va guanyar la medalla de bronze, formant equip amb Louis Martin, René Tartara, Désiré Merchez i Houben; mentre en els 1000 metres lliures acabà sisè i en els 4000 metres lliures i els 200 metres esquena es veié obligat a abandonar. A més a més, també formà per de l'equip Pupilles de Neptune de Lille #1, un dels quatre equips francesos en la competició de waterpolo.